# Reithrodontomys hirsutus
Reithrodontomys hirsutus (ratón cosechero peludo)  es una especie de roedor de la familia Cricetidae.

## Distribución geográfica
Se encuentra sólo en México.  